# Никодим Кондаков
Никоди́м Па́влович Кондако́в е голям руски историк на византийското и староруско изкуство, археолог, създател на иконографския метод за изучаване на паметниците на изкуството. Кондако́в е член-кореспондент на Петербургската академия на науките от 1892 година и действителен член от 1898 година на Руската академия на науките, академик на Петербургската художествена академия от 1893 година, пръв почетен член на Македонския научен институт от 4 ноември 1924 година.

## Биография
В периода 1861–1865 учи в историко-филологическия факултет на Московския университет под ръководството на Фьодор Буслаев. След завършване на университета преподава в средни учебни заведения, включително и в Московското художествено училище. През 1870 година е избран за доцент в Катедрата по история на изкуството в Новорусийския университет в Одеса; от 1877 г. е доцент в Новорусийския университет.
През 1873 година защитава в Московския университет магистърска дисертация на тема „Паметник с харпии от Мала Азия и символиката на гръцкото изкуство“. През 1876 година защитава докторска дисертация на тема „История на византийското изкуство и на иконографията по миниатюри от гръцки ръкописи“.
От 1888 до 1897 г. е професор в катедрата по история на изкуството на Санктпетербургския императорски университет, преподава също в Петербургските висши женски курсове. В периода 1888–1893 г. ръководи Отделението по изкуство на средните векове и Ренесанса в Ермитажа.
Лекциите на Кондаков оказват голямо влияние на Дмитрий Айналов, Николай Лихачов, Михаил Ростовцев, Сергей Жебельов, Егор Редин, Яков Смирнов, Пьотър Покришкин, Николай Окунев, Леонид Мацулевич, Н. Сичев, В. Мясоедов и много други историци, археолози и изкуствоведи.
По време на Октомврийската революция и Гражданската война в Русия Кондаков живее последователно в Одеса и Ялта През 1920 емигрира в Цариград, а после в София. През 1920–1922 чете лекции по средновековно изкуство и култура в Софийския университет и изучава паметниците на изкуството в България. В Одеса и София се учат при него Николай Окунев и Андрей Грабар. От 1922 г. живее в Прага, където преподава в Карловия университет до смъртта си през 1925 г. Обединилият се около него кръг от млади учени, известен като Seminarium Kondakovianum, през 1931 г. е преобразуван в Археологически институт Кондаков.

### Кондаков за Македония
През 1895 г. заедно с Фьодор Успенски Кондаков основава Руския археологически институт в Константинопол, в чиито цели влиза и изследването на Македония. През 1909 година той публикува своите проучвания в книгата „Македония. Археологическо пътешествие“, посветена на историята, археологията и етнографията на Македония. В нея наред с описанието на археологическите паметници Кондаков обнародва своите изследвания върху народната носия на македонските българи, главно върху нейната орнаментика и цветове. Той смята, че в етнографско отношение България се простира в Македония до Охрид, включително. Според него от Охрид до Скопие и Куманово
| „ | живее един народ, който през IX век се е наричал български, когото в XI век гърците също са наричали така и който сам пак така се е наричал пред първите европейски пътешественици...Очевидно е от друга страна, и не бива да се премълчава, че съвременния пътешественик сега непременно ще посетят разновидни интриганти и политици и на неговите преки въпроси нерядко ще дадат най-коварни отговори, разбира се това е в градовете, а не и по селата, където работата е много по-проста и където всички равнодушно наричат себе си българи“. | “ |

## Съчинения
Основни трудове
- История византийского искусства и иконографии по миниатюрам греческих рукописей (1876)
- Мозаики мечети Кахрие Джамиси в Константинополе, Одеса 1881
- Древняя архитектура Грузии (1876)
- Путешествие на Синай. Древности Синайского монастыря (1882)
- Византийские церкви и памятники Константинополя, Одеса 1887
- Русские древности в памятниках искусства, Санкт Петербург 1889 – 97 (с И.И.Толстой)
- Византийские эмали. Собрание А.В. Звенигородского. История и памятники византийской эмали, СПб. 1892 (изд. едновременно на фр. и немски език във Франкфурт на Майн)
- Русские клады. Исследования древностей великокняжеского периода, т. I., Санкт Петербург 1896
- О научных задачах истории древнерусского искусства, Санкт Петербург 1899
- Памятники христианского искусства на Афоне, Санкт Петербург 1902
- Археологическое путешествие по Сирии и Палестине (1904)
- Иконография Господа Бога и Спаса Нашего Иисуса Христа, СПб. 1905
- Македония. Археологическое путешествие, Санкт Петербург 1909, 308 с.
- Иконография Богоматери, т. 1 – 2. Санкт Петербург. 1914; Прага 1915

Посмъртни издания
- Русская икона, т. 1 – 4. Прага 1928 – 33;
- Воспоминания и думы, Прага 1927; 2 изд. Москва (Индрик) 2002 (ISBN 8857591635)
- Очерки и заметки по истории средневекового искусства и культуры, Прага, 1929

Непубликувани трудове
- Иконографии Богоматери (Мадонны), т. З (ръкописът е закупен от Ватикана през 1925 г.)
- Русские клады, т. 2
- История средневековой итальянской миниатюры